# Milie, Vijnița
Milie (în ucraineană Мілієве, transliterat: Milieve și în germană Millie) este localitatea de reședință a comunei Milieve din raionul Vijnița, regiunea Cernăuți, Ucraina. Are 2,071 locuitori, preponderent ucraineni. 
Satul este situat la o altitudine de 279 metri, pe malul râului Ceremuș,  în partea de vest a raionului Vijnița. De această comună depind administrativ satele Chibachi și Seredni Maidan.

## Istorie
Localitatea Milie a făcut parte încă de la înființare din regiunea istorică Bucovina a Principatului Moldovei. Prima sa mențiune documentară a avut loc în anul 1428. 
După cum afirmă cronicarul moldovean Ion Neculce (1672-1745) în lucrarea sa O samă de cuvinte: Când au aședzat pace Ștefan-vodă cel Bun cu leșii, fiind Ion Tăutul logofăt mare, l-au trimis sol la leși. Și au dăruit craiul leșescu Tăutului aceste sate la margine: Câmpul Lungu rusescu, Putila, Răstoaceli, Vijnița, Ispasul, Milie, Vilavce, Carapciul, Zamostie, Vascăuții, Voloca. Toate acestea le-au dăruit craiul leșescu Tăutului logofătului. Și au pus hotar apa Cirimușul, întru o duminică dimineața. 
În ianuarie 1775, ca urmare a atitudinii de neutralitate pe care a avut-o în timpul conflictului militar dintre Turcia și Rusia (1768-1774), Imperiul Habsburgic (Austria de astăzi) a primit o parte din teritoriul Moldovei, teritoriu cunoscut sub denumirea de Bucovina. După anexarea Bucovinei de către Imperiul Habsburgic în anul 1775, localitatea Milie a făcut parte din Ducatul Bucovinei, guvernat de către austrieci, făcând parte din districtul Vijnița (în germană Wiznitz). 
După Unirea Bucovinei cu România la 28 noiembrie 1918, satul Milie a făcut parte din componența României, în Plasa Răstoacelor a județului Storojineț. Pe atunci, majoritatea populației era formată din ucraineni, existând și comunități importante de români și de evrei. În perioada interbelică a funcționat aici o distilerie de spirt .
Ca urmare a Pactului Ribbentrop-Molotov (1939), Bucovina de Nord a fost anexată de către URSS la 28 iunie 1940, reintrând în componența României în perioada 1941-1944. Apoi, Bucovina de Nord a fost reocupată de către URSS în anul 1944 și integrată în componența RSS Ucrainene. 
Începând din anul 1991, satul Milie face parte din raionul Vijnița al regiunii Cernăuți din cadrul Ucrainei independente. Conform recensământului din 1989, numărul locuitorilor care s-au declarat români plus moldoveni era de 3 (2+1), adică 0,15% din populația localității . În prezent, satul are 2.071 locuitori, preponderent ucraineni.

## Demografie
Componența lingvistică a localității Milie
     Ucraineană (99,42%)
     Alte limbi (0,58%)
Conform recensământului din 2001, majoritatea populației localității Milie era vorbitoare de ucraineană (99,42%), existând în minoritate și vorbitori de alte limbi.
1989: 2.017 (recensământ)
2007: 2.071 (estimare)

### Recensământul din 1930
Componența etnică a comunei Milie (județul Storojineț)
     Ruteni (87,69%)
     Evrei (8,21%)
     Polonezi (2,16%)
     Altă etnie (1,94%)
Componența confesională a comunei Milie
     Ortodocși (88,15%)
     Romano-catolici (2,46%)
     Mozaici (8,21%)
     Altă religie (1,18%)
Conform recensământului efectuat în 1930, populația comunei Milie se ridica la 2.398 locuitori. Majoritatea locuitorilor erau ruteni (87,69%), cu o minoritate de evrei (8,21%) și una de polonezi (2,16%). Alte persoane s-au declarat: maghiari (2 persoane), germani (17 persoane) și ruși (4 persoane). Din punct de vedere confesional, majoritatea locuitorilor erau ortodocși (88,15%), dar existau și romano-catolici (2,46%) și mozaici (8,21%). Alte persoane au declarat: greco-catolici (17 persoane), evanghelici\luterani (10 persoane) și armeano-catolici (1 persoană).

## Obiective turistice
- Biserica romano-catolică "Sf. Ana" [6]
- Monumentul poetului Dmitri Zagula (1890-1944) - dezvelit la 28 august 1991, în fața școlii [7]
- Monumentul soldaților căzuți în Marele Război pentru Apărarea Patriei [8]
- Parcul satului - aflat în apropierea școlii [9]
- Muzeul poetului Dmitri Zagula (1890-1944)